# Raffaele Sacco
Raffaele Sacco (Feroleto Piano, 14 agosto 1787 – Napoli, 20 gennaio 1872) è stato un poeta e scrittore italiano, conosciuto per essere il probabile l'autore dei versi della celebre canzone napoletana Te voglio bbene assaje, ma anche per la sua attività di inventore di strumenti ottici.

## Biografia
Fu un bambino precoce per le sue doti mnemoniche nel recitare poesie, sin da giovane si diede agli studi di ottica e aprì un negozio di strumenti ottici nel centro storico di Napoli, inventando poi l'"aletoscopio", uno strumento che consentiva di verificare l'autenticità dei bolli legali.
Fu poeta e abile improvvisatore di versi, e a lui si attribuisce la composizione dei versi della celebre canzone napoletana Te voglio bene assaje messa in musica probabilmente da  Filippo Campanella (anche se una lunga tradizione ne ha attribuito la musica a Gaetano Donizetti).
Ad ogni modo, sulla facciata della bottega di ottica napoletana di via Capitelli, dove i discendenti di Sacco ancora lavorano, fu apposta una targa marmorea che recita: «Questa sua onorata bottega Raffaele Sacco ottico poeta scienziato accademico inventore allietò del canto di Te Voglio Bene Assaje la prima canzone che con le melodie di Gaetano Donizetti nel 1835 movendo l'estro popolare fece della tradizionale Piedigrotta la festa di Napoli canora fascinosa nel mondo».